# Tubo Nixie

Los diez dígitos de un tubo Nixie GN-4.

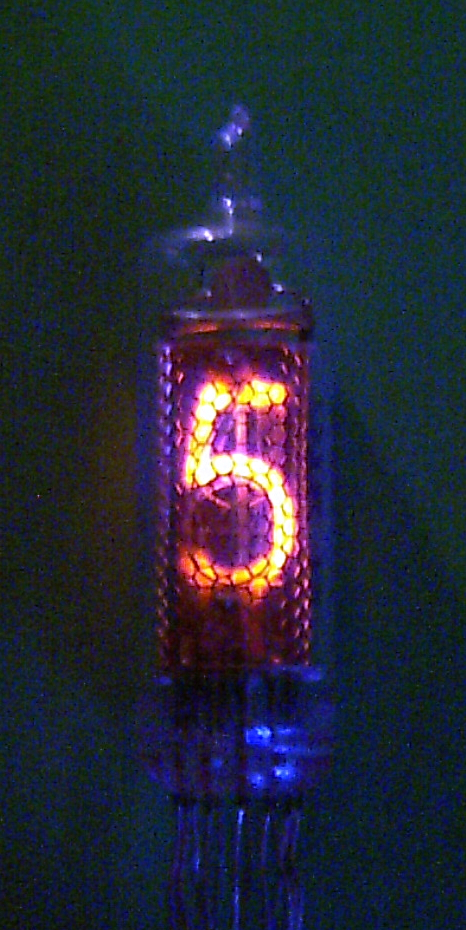
Tubo Nixie iluminado. Se ve la rejilla del ánodo delante del 5 iluminado.

Un tubo Nixie consiste en una válvula utilizada para representar visualmente una serie de símbolos, normalmente las cifras 0 a 9, punto (o coma), signos más y menos, etc. Algunas unidades también representan símbolos especiales, como dólar, Ω, mA, V, etc.

## Tecnología
El tubo Nixie está formado por un ánodo, que es una rejilla delante de una serie de cátodos. Estos tienen la forma del símbolo que se quiere representar y se sitúan apilados tras el ánodo, pero sin contacto galvánico entre ellos. El conjunto va encerrado en una ampolla de vidrio llena de gas a baja presión, normalmente neón. Se iluminan con luz anaranjada, al ionizarse el gas en las proximidades de los cátodos. En algunos modelos la ampolla incorpora un filtro rojo para mejorar la visualización al aumentar el contraste. Dos son las disposiciones más comunes:
- Decimal: Cada ánodo va conectado a una patilla y se excita independientemente.
- Bi-quinario: Los dígitos se dividen en dos grupos, cada uno de los cuales tiene un ánodo y la mitad de los cátodos. Se reduce el número de patillas ya que cada cátodo de un grupo comparte la patilla con un cátodo del otro grupo. Es un tipo de multiplexación.

## Características

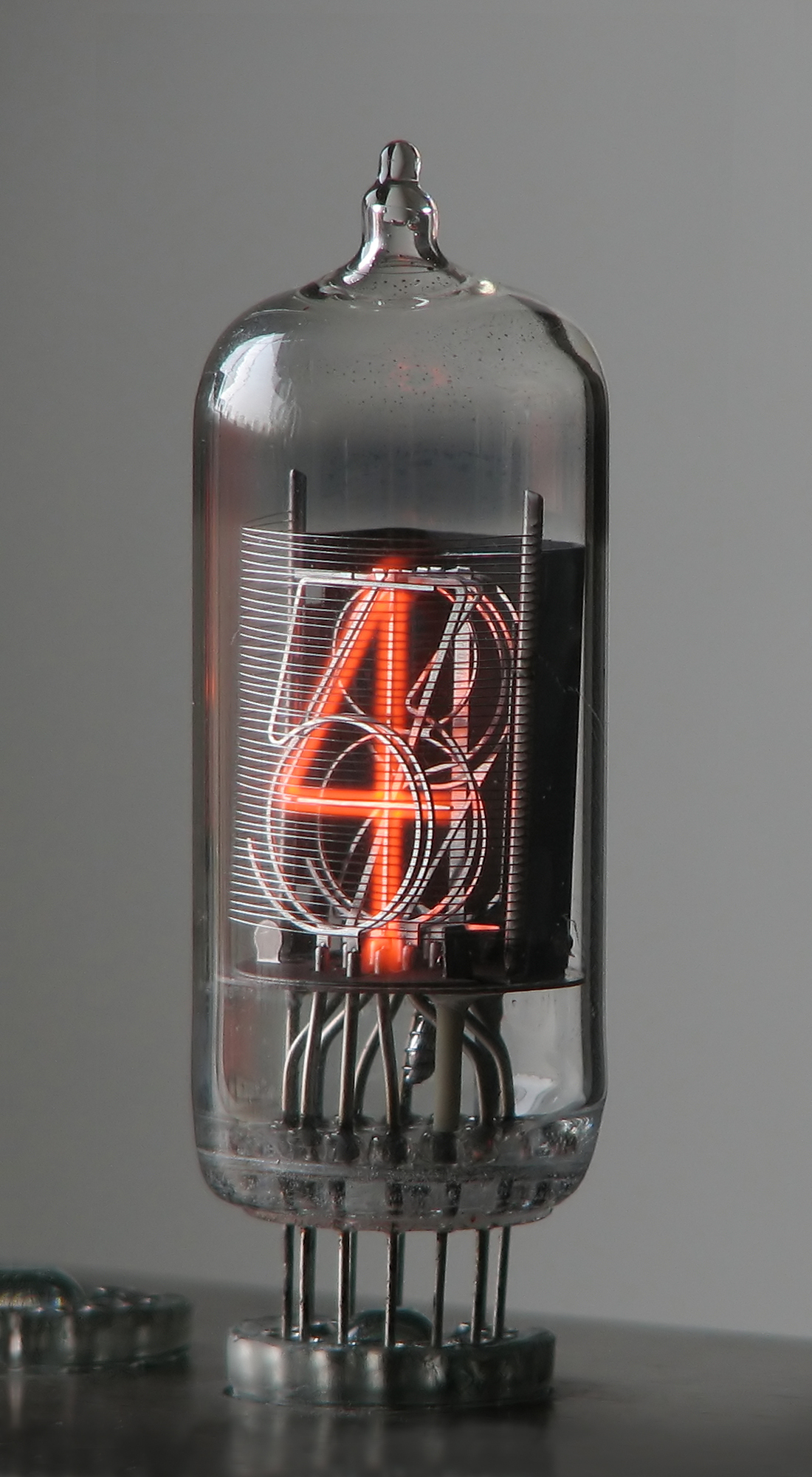
El modo en que los dígitos de un tubo Nixie se hallan dispuestos es visible en esta ilustración de un ZM1212.

El tubo Nixie se comporta como la lámpara de neón que es. Tienen una tensión de encendido que suele ser unos 170 V y una tensión de mantenimiento, bastante más baja. Debe utilizarse una resistencia para limitar la corriente que atraviesa el display. Como el halo luminoso se produce en los cátodos, el tubo debe manejarse con corriente continua.

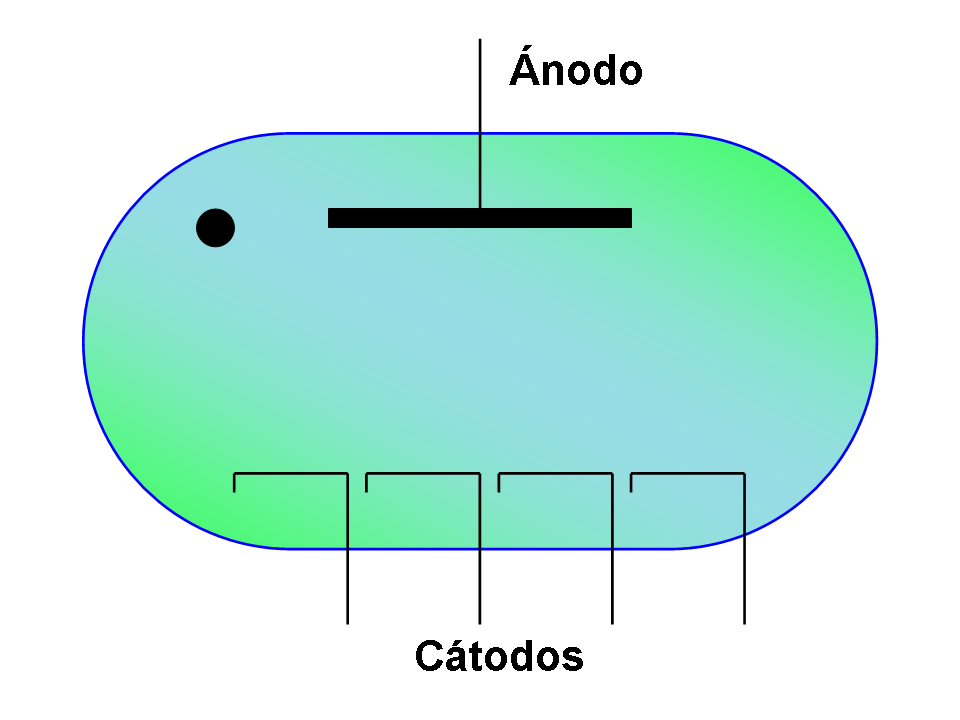
Diagrama de un tubo Nixie

### Ventajas del tubo Nixie
- Es totalmente compatible con las válvulas termoiónicas: funciona con una tensión relativamente alta y requiere muy poca corriente.
- Es más robusto y de vida más larga que los visualizadores incandescentes (Numitron). Además consumen menos.
- Existen tubos de diversos tamaños, llegando a ser bastante grandes.
- Los símbolos son claros y están perfectamente trazados.

### Inconvenientes del tubo Nixie
- Su peso y volumen.
- Necesita una tensión alta.
- Los símbolos no están todos en el mismo plano, lo que reduce el ángulo de visibilidad.
- Son frágiles.

Con la aparición de los visualizadores fluorescentes, de LED y, posteriormente, de cristal líquido, los tubos Nixie han caído en desuso.

## Historia

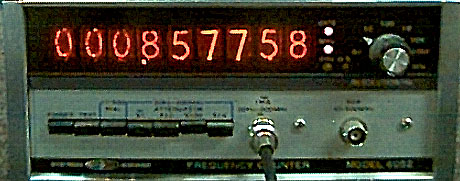
Contador de frecuencias Systron-Donner de 1973, con visualizador de tubos Nixie.

Los primeros visualizadores de tubos Nixie fueron hechos por un pequeño fabricante de tubos de vacío llamado Haydu Brothers Laboratories, y se introdujeron en 1955 por la Burroughs Corporation, que adquirió Haydu. El nombre Nixie deriva de «NIX I» de Burroughs, una abreviatura de «Indicador Numérico eXperimental n.º 1» (Numeric Indicator eXperimental No. 1) aunque puede haber sido un retroacrónimo diseñado para evocar a la criatura mitologíca germana (Nixi o Nixe)*. Cientos de variaciones de este diseño fueron fabricados por muchas empresas, desde la década de 1950 hasta la década de 1990.

### Resurgimiento

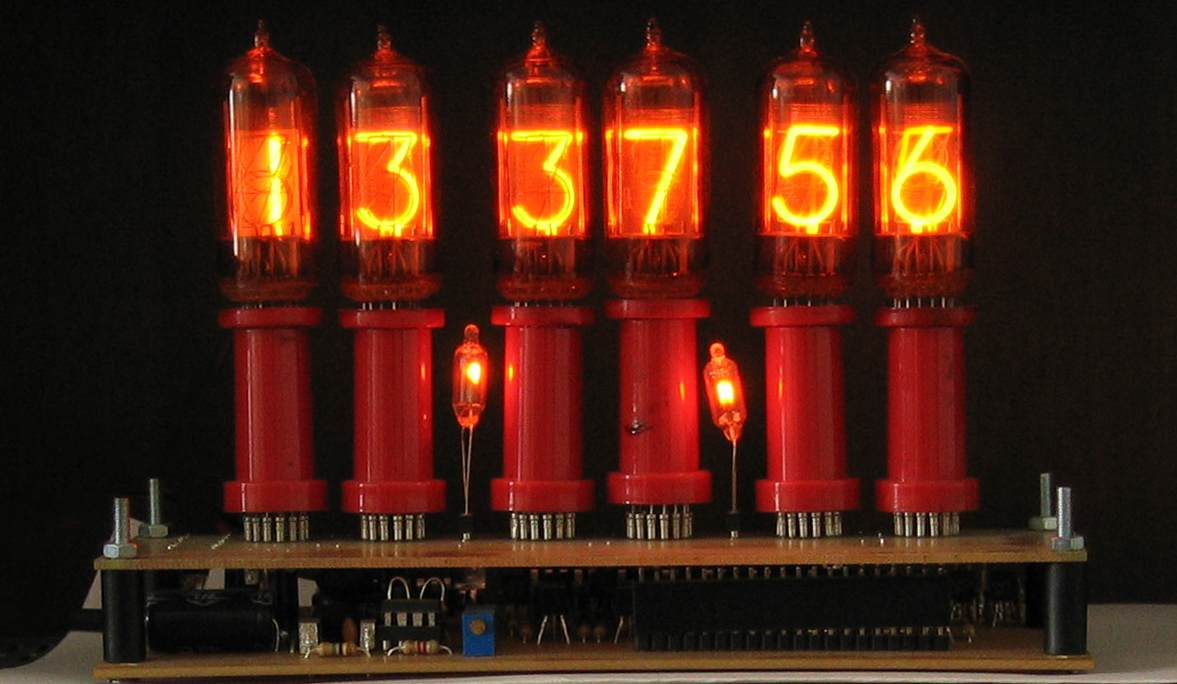
Un gran reloj de seis Nixies ZM1210, manufacturado por Telefunken.

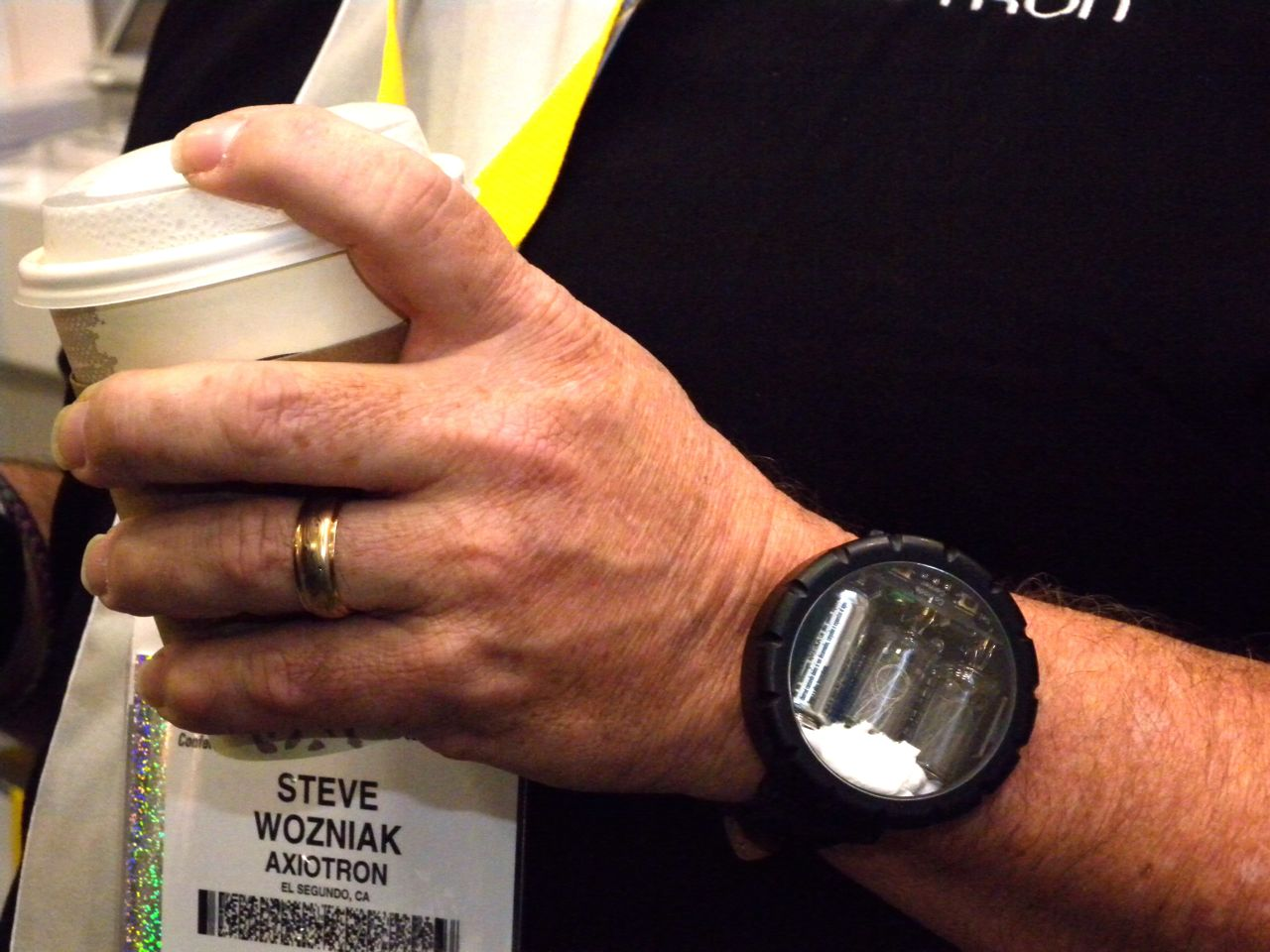
Un reloj-pulsera Nixie en la muñeca de Steve Wozniak, cofundador de Apple Inc.

Citando una insatisfacción con la estética de los visualizadores digitales modernos y la atracción nostálgica por el estilo de la tecnología obsoleta, un buen número de entusiastas de la electrónica ha mostrado en años recientes interés en resucitar los tubos Nixie. Los tubos sin vender que han estado almacenados en depósitos durante décadas están siendo sacados y usados, siendo la principal aplicación en relojes digitales de elaboración casera. Esto es en cierto modo irónico, pues durante su auge, los Nixies generalmente eran considerados demasiado costosos para ser usados en bienes de consumo masivo como los relojes de pared. Este aumento repentino en la demanda ha causado que los precios se eleven significativamente, particularmente para los tubos voluminosos. El tubo Nixie más voluminoso que se conoce se halla en manos de coleccionistas. El RODAN CR47/GR414 (22,1 cm de alto) ha sido vendido a cientos de dólares la unidad, pero dichos tubos son extremadamente raros y solamente fueron hallados en unos pocos lugares del mundo por buscadores perseverantes y afortunados. Los precios de otros Nixies voluminosos que exhiben dígitos más altos de 2,5 cm han subido el doble, triple o más entre 1998 y 2005.